# Itchen Stoke
Itchen Stoke is een plaats en vormt samen met Ovington de civil parish Itchen Stoke and Ovington in het bestuurlijke gebied Winchester, in het Engelse graafschap Hampshire met 210 inwoners.